# Match des champions 2016
Il Match des champions 2016 è la 12ª edizione del Match des champions.
Si è disputato il 20 settembre 2016 tra i seguenti due club:
- ASVEL, campione di Francia 2015-16
- Le Mans, vincitore della Coppa di Francia 2015-16

## Finale
| Arbitri: | Bissang Difallah Jeanneau |

|                                                                                                   |            | |
| Uter 17                                                                                           | Punti      | 18 Hanlan                                                                                                  |
| Hodge 8                                                                                           | Assist     | 2 Pearson, Watson, Yeguete                                                                                 |
| Sy, Watkins 7                                                                                     | Rimbalzi   | 11 Yeguete                                                                                                 |
| 9 Lang• 12 Noua• 14 Vaughn• 15 Hodge• 22 Watkins 7 Meacham• 8 Uter• 10 Sy• 16 Hergott• 17 Diawara | Formazioni | 4 Watson• 5 Konaté• 6 Yeguete• 21 Hanlan• 24 Pearson 3 Bengaber• 15 Gelabale• 17 Amagou• 22 Jeanne• 74 Lee |
| J.D. Jackson                                                                                      | Allenatori | Erman Kunter                                                                                               |